# 8820 Anjandersen
8820 Anjandersen è un asteroide della fascia principale. Scoperto nel 1985, presenta un'orbita caratterizzata da un semiasse maggiore pari a 2,3517804 UA e da un'eccentricità di 0,0574364, inclinata di 4,00470° rispetto all'eclittica.
L'asteroide è dedicato all'astrofisica danese Anja C. Andersen.